# یواس‌اس والفیش (اس‌اس-۴۳۴)
یواس‌اس والفیش (اس‌اس-۴۳۴) (به انگلیسی: USS Wolffish (SS-434)) یک زیردریایی بود که طول آن ۳۱۱ فوت ۹ اینچ (۹۵٫۰۲ متر) بود.